# Peterson-25

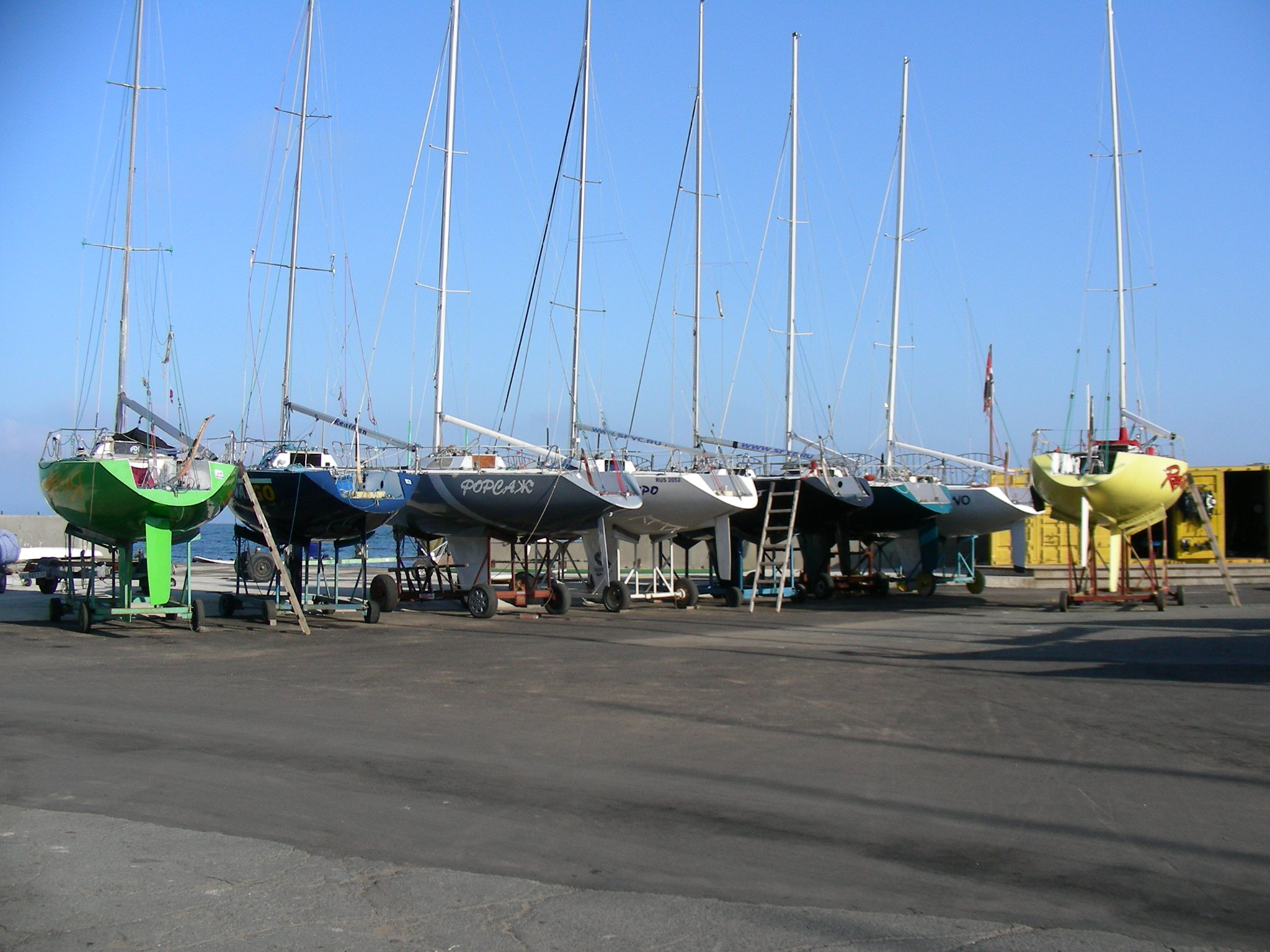
Яхти у яхт-клубі м. Владивосток, Росія

«Peterson-25» — серія спортивних однокорпусних кільових яхт, побудованих за проектом американського конструктора Дуга Петерсона. Число «25» означає довжину яхти у футах. Перша яхта серії була збудована в США в 1973 році.
В 1980-х роках яхти будувались на судноверфі імені Джозефа Конрада (Гданськ, Польща), були виділені в окремий клас і отримали назву «Конрад-25», під якою були відомі, в тому числі, і в СРСР.

## Основні характеристики
- Довжина: 7,62 м.
- Довжина по ватерлінії: 6,17 м.
- Ширина: 2,44 м.

«Конрад-25» виготовлявся зі склопластику. Озброєння: бермудський шлюп (7/8). Щогла алюмінієва, фальшкіль чавунний. Мав три модифікації: регатний (Р), регатно-туристичний (РТ) і туристичний (Т). Регатний варіант відрізнявся більшим розміром кокпіту, меншою за розміром рубкою і спрощеним інтер'єром каюти. Модифікації Р і РТ мають дробове озброєння 7/8, Т — топове озброєння.